# Oxathres sparsus
Oxathres sparsus là một loài bọ cánh cứng trong họ Cerambycidae.